# Резня на высоте 303
Резня на высоте 303 – военное преступление, совершённое военнослужащими Народной армии Северной Кореи 17 августа 1950 года в ходе Корейской войны. 41 военнопленный американец был расстрелян на горе в местности Вэгван, Южная Корея в ходе одного из небольших боёв сражения за Пусанский периметр.
Солдаты 2-го батальона 5-го кавалерийского полка 1-й кавалерийской дивизии армии США, действовавшие близ Тэгу (в ходе битвы за Тэгу), были окружены северокорейскими войсками, которые пересекли реку Нактонган у высоты 303. Большинству американских солдат удалось бежать, но взвод миномётчиков по ошибке принял наступающих северокорейцев за подошедшее подкрепление армии Южной Кореи и попал в плен. Северокорейские войска удерживали американских пленных на высоте 303, затем попытались переправить их через реку и вывести из сражения, но не смогли сделать это ввиду ожесточённых контратак противника. Американские войска остановили дальнейшее продвижение северокорейцев и обратили их в бегство. При отступлении северокорейский офицер приказал расстрелять американцев, чтобы пленные не сковывали движение его подразделения.
Резня спровоцировала ответную реакцию обеих сторон конфликта. Американское командование посредством передачи радиосообщений и сбрасывания листовок требовало привлечь старших командиров армии Северной Кореи к ответственности за зверство. Северокорейское командование, со своей стороны, обратило внимание на жестокое отношение своих солдат к военнопленным и выпустило строгие инструкции о мерах по улучшению условий их содержания.
В послевоенное время на высоте 303 было воздвигнуто несколько памятников, посвящённых погибшим американским солдатам.

## Предисловие

### Начало Корейской войны
После вторжения северокорейцев в Южную Корею и начала Корейской войны 25 июня 1950 года ООН пришла к решению вступить в конфликт от лица Южной Кореи. США, как член ООН, решила отправить военные силы на Корейский полуостров с целью отразить северокорейское вторжение и предотвратить коллапс Южной Кореи.
24-я пехотная дивизия стала первым американским подразделением, отправленным в Корею. В задачу дивизии входило ввергнуть в шок северокорейское наступление, оттянуть на себя как можно больше северокорейских подразделений и выиграть время для прибытия подкреплений. Несколько недель дивизия в одиночку пыталась задержать северокорейцев, чтобы дать время выйти на позиции 1-й кавалерийской, 7-й и 25-й пехотным дивизиям. Наступательные подразделения 24-й пехотной дивизии известные как оперативная группа «Смит» 5 июля 1950 года потерпели тяжёлое поражение в битве за Осан, первое сражение между войсками Северной Кореи и США. В течение первого месяца после поражения 24-я дивизия потерпела ещё несколько поражений и была отброшена на юг, так как силы Северной Кореи превышали числом и были лучше оснащены. Полки 24-й дивизии систематически отбрасывались на юг в боях возле Чочивона, Чочана и Пхёнтхека. В битве за Тэджон 24-я дивизия была почти полностью уничтожена, но всё же задержала северокорейцев до 20 июля. К этому времени силы Восьмой армии сравнялись по численности с силами Северной Кореи, наступающими в регионе, в то же время как ежедневно прибывали свежие подразделения ООН.
С падением Тэджона северокорейские войска начали окружение Пусанского периметра, пытаясь полностью отсечь его. Наступая на позиции ООН при поддержке бронетехники в превосходящем числе, они периодически громили американские и южнокорейские войска и отбрасывали их южнее.

### Пусанский периметр возле Тэгу
Командующий 8-й армией генерал Уолтон Уокер выбрал Тэгу  для размещения штаба армии. Справа от центра Пусанского периметра есть удобный выход к долине реки Нактонган, через который могли наступать большие массы северокорейских войск, поддерживая друг друга. Природный барьер в виде реки Нактонган на юге и горы на севере замыкались вокруг Тэгу, который был основным транспортным узлом и последним большим южнокорейским городом внутри Пусанского периметра оставшимся под контролем американцев. От севера к югу город защищала 1-я кавалерийская дивизия армии США под командой генерал-майора Хобарта Гея, 1-я и 6-я южнокорейские пехотные дивизии 2-го пехотного корпуса. 1-я кавалерийская дивизия была растянута в линию на юге вдоль реки Нактонган, её полки: 5-й и 8-й кавалерийские удерживали 24-х километровую линию вдоль реки, 7-й кавалерийский полк вместе с артиллерией ожидал в резерве, готовый в любой момент прийти на помощь там, где противник мог попытаться форсировать реку.
Против сил ООН у Тэгу скопились пять северокорейских дивизий, от юга к северу: 10-я, 3-я, 15-я, 13-я и 1-я занимали линию вдоль Туксонг-донг и вокруг Вэгвана к Кунви. Северокорейское командование планировало использовать природный коридор в виде долины Нактонг от Санджу до Тэгу как ось дальнейшего наступления на юг. Атаку должны были поддержать бойцы 105-й северокорейской бронированной дивизии.
Начиная с 5 августа, северокорейские дивизии предпринимали неоднократные попытки атаковать силы ООН на другом берегу реки в попытке захватить Тэгу и обрушить последнюю линию обороны ООН. Благодаря подготовке и поддержке американские силы успешно отражали атаки северокорейцев, но в секторах, обороняемых южнокорейцами дело обстояло не так благополучно. К тому времени начали всплывать на поверхность отдельные рапорты о военных преступлениях, совершаемых обеими сторонами.

### Военно-географическое описание
Высота 303 представляет собой овал длиной в 3200 метров по оси север-юг, самая высокая точка находится на высоте в 303 метра. Это первый горный массив к северу от Вэгвана, его южный склон выходит к окраине города. С горы можно обозревать город, дорожную сеть, выходящую из города железную дорогу, автомобильные мосты через реку, и пространство речной долины к северу и к югу. Западный склон обрывается восточным берегом реки Нактонган. Дорога идёт от Вэгвана на север и юг вдоль восточного берега реки Нактонган, другая дорога на северо-восток через горы по направлению к Табу-Донг, ещё одна дорога на юго-восток к Тэгу. Высота 303 имела критическое значение для контроля главной железной дороги Пусан-Сеул. Реку Нактонган и саму местность Вэгван пересекало шоссе.

## Расстрел
Точные детали резни отрывочны и основаны на докладах четырёх американских солдат, переживших это событие. Выжившие американцы указали на троих захваченных в плен северокорейских солдат как на участников резни, эта троица дала противоречивые отчёты о событии.

### Наступление Северной Кореи
Крайнюю северную позицию 1-й кавалерийской дивизии занимала рота G 5-го кавалерийского полка. Она удерживала высоту 303, это была наиболее удалённая позиция на краю правого фланга 8-й армии. Севернее располагалась 1-я южнокорейская дивизия, первое подразделение на линии армии Южной Кореи.
В течение нескольких дней разведка объединённых сил  получала доклады от своих источников о высокой концентрации северокорейцев у Нактонгана стоявших против 1-й южнокорейской дивизии. Рано утром 14 августа северокорейский полк перешёл реку Нактонган  через подводный мост (находящийся в 9,7 км от Вэгвана) и вышел в сектор, обороняемый 1-й южнокорейской дивизией. После полудня северокорейцы атаковали южан. После захода солнца подводный мост был частично разрушен авианалётом. Северокорейцы продолжили атаковать дальше на юг и в 12:00 обстреляли позиции роты G 5-го кавалерийского полка из лёгкого стрелкового оружия. Вместо того чтобы двинуться восточнее (через горы на равнины) северокорейцы повернули на юг и пошли на Вэгван.
В 03:30 15 августа солдаты роты G на высоте 303 наблюдали за полусотней северокорейских пехотинцев, которые при поддержке двух танков Т-34 двигались на юг вдоль речной долины к подошве горы. Также была замечена другая колонна, двигающаяся обходом в тыл американцев. Эта колонна незамедлительно вступила в перестрелку с ротой F. Получив приказ избежать вражеского окружения, рота F отступила южнее, но рота G не стала отступать. К 8:30 северокорейцы полностью завершили окружение роты G и поддерживающего её взвода миномётчиков роты H на высоте 303. Таким образом, американцы на высоте оказались отрезанными. Колонна для деблокирования, составленная из роты В, 5-го кавалерийского полка и американский танковый взвод попытались пробиться к роте G, но не смогли прорвать северокорейское кольцо, окружившее высоту 303.

### Сдача американцев
Согласно докладам выживших перед рассветом 15 августа взвод миномётчиков роты H получил информацию о вражеской активности у высоты 303. Командир взвода связался по телефону с ротой G 5-го кавалерийского полка, где ему сказали, что на подмогу идёт взвод из 60-ти южнокорейских солдат. Позже утром взвод увидел на дороге внизу два северокорейских танка T-34 и более 200 солдат противника. Сразу же после этого группа корейцев появилась на склоне. Патруль, высланный на встречу окликнул поднимающихся по склону корейцев и в ответ был обстрелян из автоматического оружия. Несмотря на это командир взвода подумал, что это был «дружественный огонь». Американские наблюдатели не были полностью уверены, что новоприбывшие — вражеские солдаты, пока не увидели красные звёзды на их головных уборах. К этому моменту северокорейцы подошли вплотную к американским позициям, с обеих сторон не было сделано ни одного выстрела. Командир взвода лейтенант приказал сдаваться, поскольку противник превышал числом и огневой мощью. Северокорейцы взяли в плен 31 миномётчиков. По другому отчёту на высоте было захвачено 42 солдата.
Американцы были захвачены в плен 4-й ротой, 2-м батальоном, 206-го механизированного пехотного полка 105-й бронированной дивизии Северной Кореи. Северокорейцы собрали оружие и ценные вещи американцев и отправили их спускаться с высоты. Проходя через фруктовый сад, они связали американцам руки за спиной, взяли часть их одежды и сняли с них обувь. Они объяснили американцам, что отправят их в сеульский лагерь для военнопленных, если те будут себя хорошо вести.

### Плен
Солдаты, захватившие американцев в плен, не остались с ними надолго. Есть некоторые доказательства, что солдаты 3-й северокорейской дивизии охраняли американцев после взятия в плен. В первую ночь плена северокорейцы дали пленным воду, фрукты и сигареты. Выжившие солдаты заявили, что в течение трёх дней плена северокорейцы только один раз выдали им пищу и воду. Чтобы добыть воду американцы копали ямки в песке. Северокорейцы собирались переправить их через реку Нактонган этой же ночью, но огонь со стороны американцев воспрепятствовал нормальной переправе. За ночь двое американцев сумели развязать свои путы, породив при этом кратковременное смятение среди северокорейцев. Солдаты армии Северной Кореи пригрозили перестрелять американцев, но согласно отчёту одного из выживших, северокорейский офицер пристрелил одного из своих людей, угрожавших американцам. Северокорейцы держали американцев днём скрытно, а ночью хотели переправить их, но атаки со стороны американских сил сделали этот план затруднительным.
На следующий день 16 августа конвоиры повели американцев. Один из миномётчиков, капрал Рой Л. Дэй-младший владел японским языком и попытался поговорить с северокорейцами. В полдень он подслушал, как северокорейский лейтенант заявил, что им следует уничтожить пленных, если американские силы подойдут слишком близко. Позже американские силы приступили к штурму высоты, чтобы отбить позицию обратно. Рота В при поддержке нескольких танков сделала вторую попытку отбить высоту, которую уже защищал батальон в 700 солдат. 61-й батальон полевой артиллерии и подразделения 82-го батальона полевой артиллерии весь день обстреливали высоту. Этой ночью рота G смогла отступить с высоты. Охранники отвели в сторону пятерых американских пленных, остальные не знали, что случилось с ними.
Перед рассветом 17 августа американский отряд, составленный из 1-го и 2-го батальонов 5-го кавалерийского полка при поддержке роты А 70-го танкового батальона атаковал  высоту 303, но сильный миномётный обстрел со стороны северокорейцев остановил атаку у края Вэгвана. Утром американская артиллерия подвергла мощному обстрелу северокорейские позиции на высоте. Всё утро северокорейцы вели перестрелку с американцами, пытавшимися вызволить своих пленных товарищей. Около 12:00 северокорейцы поместили американцев в овраг на высоте под охраной 50 солдат. В ходе дня к пленным добавились ещё несколько американцев, число пленных составило 45 человек. Однако один из выживших оценивает число пленных в 67, оставшаяся часть пленных была казнена 15 или 16 августа.

### Казнь
17 августа в 14:00 произошёл авианалёт сил ООН, высота была обработана напалмом, бомбами, ракетами и пулемётным огнём. В это время северокорейский офицер заявил, что американские солдаты подобрались близко к ним, и они больше не могут держать пленных. Офицер приказал своим людям открыть огонь и северокорейцы расстреляли американцев, стоявших на коленях в овраге. Один из взятых позже в плен северокорейцев показал, что в расстреле участвовали более 50 охранников, но некоторые из выживших сказали, что в группе палачей было только 14 северокорейцев, возглавляемых унтер-офицерами, они стреляли из пистолетов-пулемётов ППШ-41. Перед тем как северокорейцы покинули высоту, некоторые из них вернулись к оврагу и перестреляли переживших первый расстрел. Только 4 или 5 пленных выжило, прячась под телами остальных. Всего в овраге был убит 41 американский пленный. Основную часть (26 человек) расстрелянных составил взвод миномётчиков, остальные пленные были из различных подразделений.
Американский авианалёт и артобстрел вынудил северокорейцев покинуть высоту. После налёта в 15:30 пехота пошла в атаку на покинутую высоту и в 16:30 зачистила её. Всего на гору поднялись 60 пехотинцев из рот E и F. От артобстрела и авиаудара северокорейцы потеряли 500 человек, выжившие отступили в полном беспорядке. Двое переживших резню американцев пошли вниз с горы навстречу контратакующим силам и были встречены огнём, прежде чем успели назвать себя, но не были убиты. Силы 5-го кавалерийского полка быстро обнаружили тела американских военнопленных с пулемётными ранами, руки их были скручены за спиной.
Этой ночью у Вэгвана северокорейцы подбили и взломали два танка из 70-го танкового батальона. На следующий день американцы нашли тела шестерых членов танковых экипажей, расстрелянных таким же образом, как пленные на высоте 303.

## Послесловие

### Ответ американцев
После инцидента на высоте 303 командующий силами ООН генерал Дуглас МакАртур выступил с радиообращением к армии Северной Кореи, объявив об этом зверстве. Американские ВВС сбросили множество листовок над вражеской территорией с обращением к северокорейским командирам. МакАртур предупредил, что он считает старших северокорейских офицеров ответственными за расстрел и другие военные преступления.

Инертность, [проявленная] с вашей стороны и со стороны ваших старших полевых командиров в этом позорном убийстве и всеобще признанная общая ответственность может быть истолкована только как попустительство и поддержка такого поругания и если оно не будет быстро исправлено, то я буду считать вас уголовно ответственными, согласно правилам и прецедентам войны. 
 Заметка генерала МакАртура в ходе его обращения к северокорейской армии.
Оригинальный текст (англ.) «Inertia on your part and on the part of your senior field commanders in the discharge of this grave and universally recognized command responsibility may only be construed as a condonation and encouragement of such outrage, for which if not promptly corrected I shall hold you and your commanders criminally accountable under the rules and precedents of war.»

— 
Инцидент на высоте 303 стал только первым в серии жестокостей, в совершении которых американские войска обвинили северокорейских солдат. В конце 1953 года комитет правительственных Сената США под председательством Джозефа Маккарти руководил расследованием свыше 1800 докладов о военных преступлениях, якобы совершённых в ходе Корейской войны. Резня на высоте 303 стала первым расследованным инцидентом. Пережившие расстрел были допрошены комитетом и правительство США заключило, что северокорейская армия нарушила условия Женевской конвенции и осудило её действия.

### Ответ северокорейцев
Историки согласны, что нет доказательств того, что высшее северокорейское командование санкционировало расстрелы пленных в начальной фазе войны. Полагается, что резня на высоте 303 и схожие с ней жестокости, были совершены «небольшими неконтролируемыми подразделениями, мстительными личностями и доведёнными ситуацией до отчаяния охранниками». Военный историк Т. Р. Ференбах написал в своём анализе события, что северокорейские войска были возможно привычны к мучительствам и казням пленных во время десятилетий деспотического правления армий Японской империи до Второй мировой войны.
28 июля 1950 года генерал Ли Хонг Хо, командующий 3-й северокорейской дивизией, передал приказ об обращении с военнопленными, подписанный Ким Чхэком, главнокомандующим генерального штаба наступления северокорейской армии, где «строго запрещалось» убийство военнопленных. Он предписал отдельным подразделениям «Культурных секций» армии Северной Кореи информировать дивизионные войска об этом приказе.
Захваченные после инцидента документы показывают, что лидеры северокорейской армии были осведомлены о поведении некоторых солдат. В приказе от 16 августа выпущенном культурной секцией 2-й северокорейской дивизии в частности говорится: «Некоторые из нас по-прежнему вырезают вражеских солдат, что приходят сдаваться. Поэтому ответственность за обучение солдат тому, как захватывать военнопленных и обращаться с ними по-доброму, остаётся прерогативой политической секции каждого подразделения».

### Памятник
История мгновенно привлекла внимание прессы в США, отчёты выживших были широко распространены влиятельными изданиями, такими как журналы Time и Life. После окончания Корейской войны американская армия разместила гарнизон в лагере Кэрролл у Вэгвана. Гарнизон лагеря собрал средства для постройки памятника на высоте 303, посвящённого погибшим здесь солдатам. Южнокорейские военные и жители Вэгвана  тоже внесли средства для памятника. Первоначальный памятник был открыт 17 августа 2003 года на высоте. В 2009 солдаты 501-й американской бригады поддержки начали сбор средств для второго, большего памятника. При помощи южнокорейских ветеранов, политиков и местных граждан, второй памятник 26 мая 2010 года был поднят на высоту американским вертолётом CH-47 «Чинук» в ходе подготовки 60-й годовщины события. На высоте проводится ежегодная поминальная служба погибших на высоте 303. Войска гарнизона лагеря Кэрролла поднимаются на высоту и возлагают цветы к памятнику как часть данной службы.